# نايجل ميلفيل
نايجل ميلفيل (بالإنجليزية: Nigel Melville)‏ هو لاعب اتحاد الرغبي بريطاني، ولد في 6 يناير 1961 في ليدز في المملكة المتحدة.

## وصلات خارجية
- نايجل ميلفيل عل موقع إسبنسكروم (الإنجليزية)